# 九龍巴士277線
九龍巴士277線是香港新界郊區一條已停駛的日間巴士路線，提供空調巴士服務，行走落馬洲公共交通交匯處及朗屏邨之間。本線是自1988年9月25日輕鐵專區實施以來，九巴首次開辦兩邊總站均為元朗區的路線。

## 歷史
- 1997年3月20日：本線開辦，當時來往落馬洲公共交通交匯處至元朗西。
- 2005年4月16日：由元朗西延長至朗屏邨。
- 2008年6月22日：因客量不足，本線永久停駛，由76K延長至朗屏邨及B1加停落馬洲轉車站取代。

## 服務時間及班次
- 每日朗屏邨開：06:00-23:45（14-20分鐘一班）
- 每日落馬洲公共交通交匯處開：06:30-24:00（15-20分鐘一班）

## 收費
全程:$6.7
- 此線設有12歲以下小童及65歲或以上長者半價優惠；此線所有巴士均接受現金或八達通卡付款；上車付款，現金不設找續。

## 紀錄
本線是自從輕鐵專區於1988年9月25日起實施，導致除九巴54線（元朗西至上村）以外的所有九巴元朗區內線交予九廣鐵路巴士部（現稱港鐵巴士部）經營後，九巴再次開辦兩邊總站均屬元朗區的區內巴士路線。
另外，本線屬元朗區內線，卻使用了代表北區及大埔區的7字十位數編號（另一為2021年城巴開辦的976線），是九巴其中一條編號與服務地區不符的路線，此外本線與2003年開辦277X系列路線毫不相干。

## 外部連結
- 九巴網站（页面存档备份，存于）
- 681巴士總站 277路線資料 （页面存档备份，存于）